# 梅城镇 (潜山市)
梅城镇，是中华人民共和国安徽省安庆市潜山市下辖的一个乡镇级行政单位。行政区域总面积104.45平方千米。

## 行政区划
梅城镇下辖以下地区：
桃园社区、龙井社区、北街社区、彰法山社区、东关社区、新建社区、舒苑社区、大园社区、太平村、何庄村、七里村、潘铺村、高集村、彭岭村、河湾村、模范村、凤凰村、利民村、万岭村、双塘村和平桥村。